# Chrono Roland bouge
La Chrono Roland bouge és una cursa femenina de ciclisme d'un dia en format contrarellotge que es celebra a Suïssa des de l'any 2020 de forma amateur. Els següents anys hi va participar alguna ciclista de renom. Està integrada dins el calendari femení de l'UCI com a cursa de categoria 1.2 des de l'any 2024.
Es disputa anualment a Saint-Martin. Del 2020 fins al 2022 la cursa tenia el nom de Chrono de la Sionge. Entre les seves vencedores hi destaca l'austríaca Anna Kiesenhoffer en dues ocasions (2021 i 2023), i en la seva primera edició 1.2.Cédrine Kerbaol

## Palmarès
| Any  | Vencedor        | Segon           | Tercer         |
| ---- | --------------- | --------------- | -------------- |
| 2024 | Cédrine Kerbaol | Marta Jaskulska | Elena Hartmann |